# Oricia homalochroa
Oricia homalochroa är en fjärilsart som beskrevs av Felder 1870. Oricia homalochroa ingår i släktet Oricia och familjen tandspinnare. Inga underarter finns listade i Catalogue of Life.